# Jaime Roldós Aguilera
Jaime Roldos Aguilera (ur. 5 listopada 1940 w Guayaquil, zm. 24 maja 1981 w prowincji Loja) – ekwadorski prawnik i polityk, prezydent kraju w latach 1979-1981.

## Zarys biografii
Ukończył studia na wydziale prawa Uniwersytetu w Guayaquil, w czasie studiów działał w organizacjach studenckich (m.in. stał na czele Stowarzyszenia Studentów Prawa). Pracował jako adwokat, był wiceprezesem i prezesem Izby Adwokackiej Ekwadoru oraz wiceprzewodniczącym Konferencji Adwokatów Krajów Andyjskich. Na uniwersytecie w Guayaquil był profesorem prawa, przez pewien czas również zastępcą dziekana wydziału prawnego. Pod koniec lat 70. brał udział w pracach nad nową konstytucją; została ona przyjęta w referendum i weszła w życie w sierpniu 1979, a jej zapisy stanowiły poszerzenie swobód obywatelskich.
Jednocześnie centrolewicowe Zgrupowanie Sił Ludowych (Concentración de Fuerzas Populares) wysunęło kandydaturę Roldosa Aguilery w wyborach prezydenckich; wygrał wybory w kwietniu 1979 i został zaprzysiężony w sierpniu tego roku, zasiadając w fotelu prezydenta jako pierwszy cywilny polityk od 7 lat. Nie dożył końca 5-letniej kadencji, zginął wiosną 1981 w wypadku lotniczym. Najprawdopodobniej było to zabójstwo, gdyż wiele wskazuje na to, że w samolocie wybuchła bomba. Jego brat Leon pełnił funkcję wiceprezydenta przy kolejnym szefie państwa – Osvaldo Hurtado.